# Vogtei Stollhamm
Die Vogtei Stollhamm war eine zu Oldenburg gehörende Verwaltungseinheit. Sie bestand bis 1811.

## Umfang
Das Kirchspiel Stollhamm mit den Bauerschaften Iffens und Stollhamm sowie Stollhammer Ahndeich und Stollhammerwisch machten die Vogtei aus. Westlich der Vogtei Stollhamm lag die Vogtei Eckwarden und der Jadebusen, im Norden befanden sich die Vogtei Burhave, im Osten die Vogtei Abbehausen und im Süden die Vogtei Schwei.

## Wirtschaft
In der Vogtei Stollhamm wurden besonders Kartoffeln und Raps angebaut. Für den Bedarf der Einwohner fanden sich außerdem auf den Äckern Roggen, Weizen, Gerste, Hafer und Bohnen. Die Viehzucht stellte für die Stollhammer den Haupterwerbszweig dar. Die Vieh- und Pferdeexporte gingen zum größten Teil nach Berlin, Braunschweig und Magdeburg. Für das Jahr 1809 ist ein Teil der vertretenen Berufe überliefert: ein Bierbrauer, drei Fassbinder, zwei Glaser, zwei Kaufleute, sieben Krüger, ein Sattler, drei Schmiede, sechs Schneider, fünf Schuster, ein Tischler und ein Zimmermann.

## Infrastruktur
Das Kirchdorf Stollhamm hatte neben einem Prediger auch einen Lehrer, dieser war gleichzeitig Küster und Organist. Jedoch gab es keine Schule im Kirchort, wohl aber in Stollhammer Ahndeich und Stollhammerwisch.

## Demographie
| Jahr | Einwohner |
| ---- | --------- |
| 1675 | 1.229     |
| 1707 | 1.155     |
| 1717 | 1.246     |
| 1735 | 930       |
| 1786 | 1.050     |
| 1802 | 1.175     |

## Vögte
| Zeitraum  | Name                         |
| --------- | ---------------------------- |
| um 1500   | Eylert Umsen                 |
| 1592      | Mimeke Garlegen              |
| 1627      | Hinrich Butjenter            |
| 1638      | Johann Günther Schröder      |
| 1655      | Jobst Christoph von Kolnbach |
| 1662      | Johann Hesse                 |
| 1694–1718 | Christian Julis              |
| 1718      | Johann Gagerath              |
| 1732      | Rudolf Lübben                |
| 1760      | Gottfried Wilhelm Kirchhoff  |
| 1778      | Johann Henning Hansen        |

## Listen
- Liste der Vogteien des Herzogtums Oldenburgs